# Bif Naked
Bif Naked, född Beth Torbert 15 juni 1971, är en kanadensisk rocksångerska och skådespelerska. Hon medverkade i ett avsnitt av Buffy och vampyrerna, säsong 4, avsnitt 3.

## Diskografi
- 1995 – Bif Naked
- 1997 – Okenspay Ordway
- 1998 – I Bificus
- 2001 – Purge
- 2005 – Superbeautifulmonster
- 2009 – The Promise